# PL/pgSQL
PL/pgSQL (Procedural Language/PostgreSQL Structured Query Language) とはPostgreSQL ORDBMSでサポートされる手続き言語である。その文法はOracle DatabaseのPL/SQLと類似している。
PL/pgSQLはSQLに手続き的な制御構造を加えたプログラミング言語である。繰り返し処理 (FOR) や条件分岐 (IF, CASE) などの制御構文が利用できる。PL/pgSQLで記述された関数はSQLから呼び出すことができ、またトリガによって実行することもできる。
PL/pgSQLは以下の要求を満たすよう設計された :
- SQLよりも複雑な処理や計算を記述できること。
- 扱いが容易なこと。
- 制限されたリソースにのみアクセス可能であること。

## その他の手続き言語
PL/pgSQLは PostgreSQLにおける標準の手続き言語であるが、これ以外にも以下のような手続き言語を利用することもできる :
- PL/PSM（SQL/PSM 準拠）
- PL/Java (Java)
- PL/Perl (Perl)
- plPHP (PHP)
- PL/Python (Python)
- PL/R（R言語）
- PL/Ruby (Ruby)
- PL/sh (sh)
- PL/Tcl (Tcl)